# Nazionale maschile di football americano dell'Unione Sovietica
La nazionale di football americano dell'Unione Sovietica è stata la selezione maggiore maschile di Football americano che rappresentava l'Unione Sovietica nelle varie competizioni ufficiali o amichevoli riservate a squadre nazionali.

## Risultati
Legenda: Grassetto: Risultato migliore, Corsivo: Mancate partecipazioni

## Dettaglio stagioni

### Amichevoli
| Stagione | Vin | Par | Per | Tot | PF | PS  | avversaria                                               |
| -------- | --- | --- | --- | --- | -- | --- | -------------------------------------------------------- |
| 1990     | 0   | 0   | 1   | 1   | 7  | 60  | Moscow Bears                                             |
| 1991     | 0   | 0   | 3   | 3   | 24 | 70  | Leicester Panthers, Bournemouth Bobcats, Brighton B-52's |
| Totale   | 0   | 0   | 4   | 4   | 31 | 130 |                                                          |

#### Europeo ante-2001

##### Qualificazioni
| Stagione | regular season | regular season | regular season | regular season | regular season | regular season | playoff | playoff | playoff | playoff | playoff | playoff   | playoff     |
|          | Vin            | Par            | Per            | Tot            | PF             | PS             | Vin     | Per     | Tot     | PF      | PS      | risultato | avversaria  |
| -------- | -------------- | -------------- | -------------- | -------------- | -------------- | -------------- | ------- | ------- | ------- | ------- | ------- | --------- | ----------- |
| 1991     | 0              | 0              | 1              | 1              | 7              | 30             | -       | -       | -       | -       | -       | -         | Paesi Bassi |
| Totale   | 0              | 0              | 1              | 1              | 7              | 30             | -       | -       | -       | -       | -       | -         |             |

Fonte: americanfootballitalia.com

### Riepilogo partite disputate
| Anno | Luogo       | Evento     | Fase del torneo | Incontro                               | Risultato |
| 1990 | Mosca       | Amichevole |                 | Moscow Bears - Unione Sovietica        | 60 - 7    |
| 1991 | Amsterdam   | Europeo    | Qualificazioni  | Paesi Bassi - Unione Sovietica         | 30 - 7    |
| 1991 | Bournemouth | Amichevole |                 | Leicester Panthers - Unione Sovietica  | 22 - 0    |
| 1991 | Bournemouth | Amichevole |                 | Bournemouth Bobcats - Unione Sovietica | 30 - 12   |
| 1991 | Brighton    | Amichevole |                 | Brighton B-52's - Unione Sovietica     | 18 - 12   |

## Confronti con le altre Nazionali
Questi sono i saldi dell'Unione Sovietica nei confronti delle Nazionali incontrate.

### Saldo negativo
| Nazionale   | Giocate | Vinte | Pareggiate | Perse | PF | PS | Ultima vittoria | Ultimo pari | Ultima sconfitta |
| ----------- | ------- | ----- | ---------- | ----- | -- | -- | --------------- | ----------- | ---------------- |
| Paesi Bassi | 1       | 0     | 0          | 1     | 7  | 30 | -               | -           | 1991             |